# Sintaxis del espacio

Mapa de ejes axiales de la ciudad de Brasilia. La rampa de colores —de rojo a azul— recoge la mayor o menor integración global de las diferentes calles, midiendo la accesibilidad topológica de una línea para todo el conjunto del sistema según una de las teorías del análisis espacial de la sintaxis del espacio.

La sintaxis del espacio es un enfoque geográfico que abarca un conjunto de teorías y técnicas para el análisis de configuraciones espaciales. Se basa en el hecho de que en un entorno urbano todos los espacios están interconectados y donde todas las partes están unidas a las demás. Esta aproximación representa una herramienta de análisis de la morfología urbana y persigue la predicción del comportamiento espacial humano en entornos urbanos..
Originalmente fue concebida por Bill Hillier, Julienne Hanson y sus colegas de la University College de Londres a finales de la década de 1970 y principios de los años 1980 como una herramienta para ayudar a los arquitectos a simular los posibles efectos sociales de sus diseños.

## Planteamiento general
La idea general en la sintaxis del espacio es que los espacios se pueden desglosar en componentes, analizados como redes de elección, y luego representados como mapas y gráficos que describen la relación de conectividad e integración de esos espacios. Se fundamenta en tres conceptos básicos del espacio:
- El espacio visible desde un determinado punto, también llamado campo visible o polígono de visibilidad.

- Espacio axial o línea recta de visión y posible ruta de desplazamiento.

- Espacio convexo, donde todos los puntos dentro de un polígono convexo son visibles para el resto de los demás puntos dentro del polígono.

A partir de estos tres conceptos la sintaxis del espacio intenta cuantificar y describir el nivel de facilidad en el desplazamiento por cualquier espacio, siendo útil para el diseño urbano y arquitectónico (museos, aeropuertos, hospitales, centros comerciales y otros centros donde la búsqueda de rutas es una cuestión importante). La sintaxis del espacio se aplica para predecir la correlación entre diseños espaciales y efectos sociales como la delincuencia, el flujo y desplazamiento de tráfico y peatones, la accesibilidad espacial, la cohesión y exclusión social, las ventas por unidad de superficie, etc.
La sintaxis del espacio se ha convertido en una herramienta utilizada en todo el mundo en una gran variedad de áreas de investigación, diseño y aplicación en los campos de arquitectura, diseño y planificación urbana, transporte y diseño de interiores.
Por lo general, este análisis utiliza uno de los muchos programas de software que permiten a los investigadores analizar gráficamente uno o varios de los principales componentes espaciales: mediante polígonos convexos o a partir de líneas axiales. La línea axial es la línea recta más larga que encadena dos polígonos convexos y está vinculada a la noción de visibilidad. Estos tipos de representación espacial se denominan mapas convexos o mapas axiales, respectivamente.